# Zarra
Zarra è un comune spagnolo di 392 abitanti situato nella comunità autonoma Valenciana.